# Helga Deen
Pour les articles homonymes, voir Deen.
Helga Deen (6 avril 1925 – 16 juillet 1943) est l'auteure d'un journal intime, découvert en 2004, qui décrit son séjour dans le Camp Vught, où elle est déportée au cours de la Seconde Guerre mondiale à l'âge de 18 ans.

## Biographie
Née en 1925 à Stettin (aujourd'hui Szczecin en Pologne), elle grandit à Tilbourg aux Pays-Bas. Elle rejoint en 1942 le Conseil juif de Tilbourg et travaille dans la section de l'« aide aux départs » et est élève dans le lycée de la ville. En avril 1943, elle est arrêtée avec ses parents et envoyée au camp de concentration de Bois-le-Duc (appelé aussi Camp Vught), y arrive le 1er juin où elle reste jusqu'en juillet. Pendant sa détention, elle tient un journal, y racontant au jour le jour la vie du camp pour que son petit ami sache ce qu'elle y vit. Elle espère que son travail la sauvera de la déportation. En juillet, Helga Deen écrit pour la dernière fois dans son journal, avant d'être déportée vers Sobibór en passant par Westerbork avec sa famille où elle est assassinée à son arrivée, le 16 juillet 1943. Elle a 18 ans.
La façon dont le journal est sorti du camp Vught est inconnue.

### Le journal
En 2004, à la mort de Kees van den Berg, un artiste néerlandais, son fils Conrad trouve dans des papiers les pages du journal de Helga Deen, qui est son amour d'enfance. Il est donné aux Archives régionales de Tilbourg par ses enfants.

## Hommages
- Un jardin public à Tilbourg est nommé en son honneur[8].